# Chelonarium undatum
Chelonarium undatum is een keversoort uit de familie Chelonariidae. De wetenschappelijke naam van de soort is voor het eerst geldig gepubliceerd in 1835 door Castelnau.